# Ambassade d'Algérie au Burkina Faso
L'ambassade d'Algérie en Burkina Faso est la représentation diplomatique de l'Algérie en Burkina Faso, qui se trouve à Ouagadougou, la capitale du pays.